# Krul Point
Krul Point är en udde i Gambia.   Den ligger i regionen Lower River Division, i den centrala delen av landet, 100 km öster om huvudstaden Banjul.
Terrängen inåt land är platt. Runt Krul Point är det ganska tätbefolkat, med 65 invånare per kvadratkilometer. Närmaste större samhälle är Farafenni, 11,7 km nordost om Krul Point. 